# Raúl Jara
Raúl Jara Pascual (Sant Boi de Llobregat, 17 aprile 1980) è un pilota motociclistico spagnolo ritiratosi dall'attività agonistica.

## Carriera
Per quanto riguarda le competizioni del motomondiale, esordisce nella classe 125 nel 2001 con il team MS Aprilia LCR, gareggiando in tutte le gare della stagione e concludendo al 26º posto nella classifica generale.
Nel motomondiale 2002 passa alla classe 250, concludendo la stagione al 25º posto. Ha sempre corso con l'Aprilia.
Archiviate le due stagioni in ambito mondiale, rientra nel campionato spagnolo velocità nella categoria Supersport, chiudendo secondo con 115 punti nel 2003 ed ottavo nel 2004 con 53 punti.

## Risultati nel motomondiale
| 2001 | Classe | Moto    |     |    |    |     |    |    |    |    |    |     |    |    |    |    |    |    | Punti | Pos. |
| ---- | ------ | ------- | --- | -- | -- | --- | -- | -- | -- | -- | -- | --- | -- | -- | -- | -- | -- | -- | ----- | ---- |
| 2001 | 125    | Aprilia | Rit | 24 | 19 | Rit | 17 | 23 | 14 | 22 | 23 | Rit | 14 | 25 | 11 | 24 | 18 | 18 | 9     | 26º  |

| 2002 | Classe | Moto    |    |     |    |    |    |    |    |     |    |    |    |    |     |     |     |     | Punti | Pos. |
| ---- | ------ | ------- | -- | --- | -- | -- | -- | -- | -- | --- | -- | -- | -- | -- | --- | --- | --- | --- | ----- | ---- |
| 2002 | 250    | Aprilia | 15 | Rit | 16 | 19 | 17 | 15 | 13 | Rit | 17 | 15 | 11 | 16 | Rit | Rit | Rit | Rit | 11    | 25º  |

| Legenda | 1º posto        | 2º posto            | 3º posto            | A punti      | Senza punti        | Grassetto – Pole position Corsivo – Giro più veloce |
| Legenda | Gara non valida | Non qual./Non part. | Ritirato/Non class. | Squalificato | '-' Dato non disp. | Grassetto – Pole position Corsivo – Giro più veloce |